# Фалль (мыза)
Мы́за Фалль или за́мок Фалль (нем. Schloß Fall), также мыза Ке́йла-Йоа (эст. Keila-Joa mõis) — рыцарская мыза (имение) в уезде Харьюмаа, Эстония. Земли мызы находятся на территориях современных волостей Харку и Ляэне-Харью.
Согласно историческому административному делению мыза относилась к приходу Кейла (в Российской империи — Кегельский приход).

## История мызы
Первые упоминания о Кейла-Йоа датируются 1555 годом, когда здесь находилась водяная мельница. В то время эта земля принадлежала Тевтонскому ордену, а в 1561 году перешла во владения Ревельского замка. В XVII веке рядом с мельницей была построена дворянская мыза.
Мыза в Кейла-Йоа сменила множество владельцев. В разное время ею владели Нинкирхены, Врангели, Тизенгаузены, Дены и Берги. В 1827 году мызу приобрел Александр Бенкендорф, который построил на месте старой усадьбы новую. На военно-топографических картах Российской империи (1846–1863 годы), в состав которой входила Эстляндская губерния, она обозначена как мз. Фалль. На эстонском языке это место называлось Кейла-йые-йоа (эст. Keila jõe joa) или сокращённо Кейла-Йоа в честь водопада на реке Кейла (эст. Keila jõe juga). Новая усадьба была построена по проекту архитектора Андрея Штакеншнейдера.

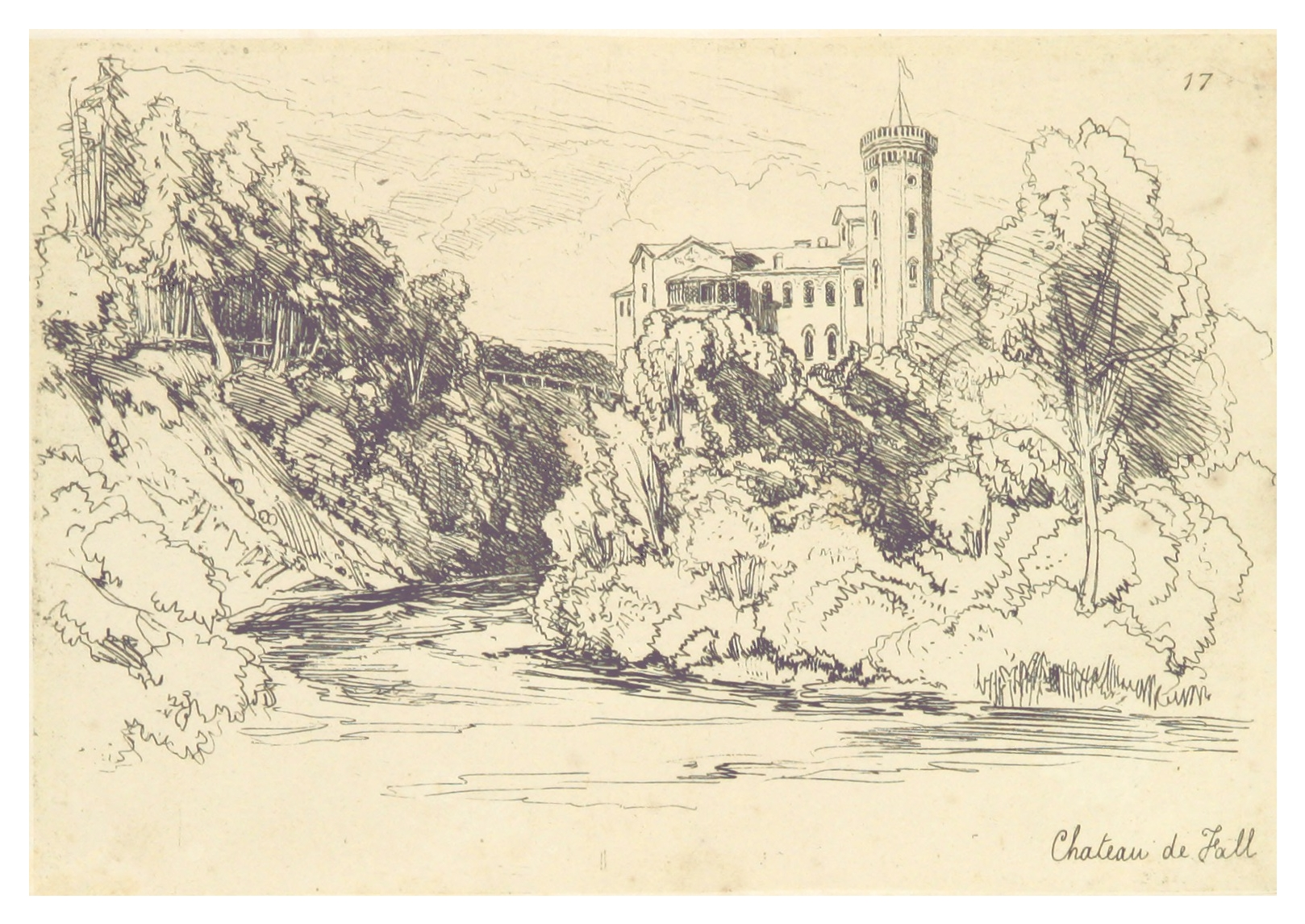
Замок Фалль.
Рисунок Элизабет Ригби 1843 года

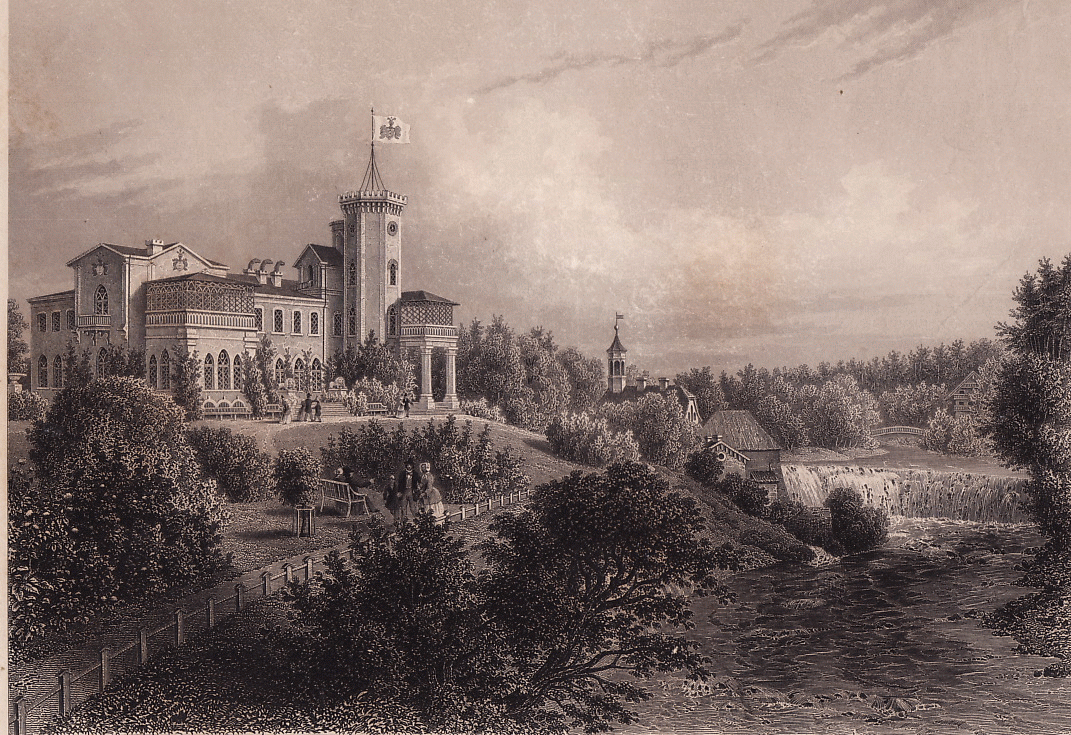
Замок Фалль. Гравюра В. З. Ставенхагена,
1866—1867 гг.

В 1837 году Бенкендорф купил у Карла Икскюля находившееся на левом берегу реки Кейла имение Мерремойз (нем. Merremois, Меремыйза, эст. Meremõisa mõis). Территория поместья была использована для расширения парка мызы Кейла-Йоа. Само поместье было оставлено недостроенным, и с него сняли крышу, превратив  в декоративные руины. В парке был установлен памятник Константину Бенкендорфу.
Через реку было построено несколько мостов. Один из мостов спроектировал композитор и инженер Алексей Львов. В честь него мост назвали «Львовским». Сам мост внешне напоминал скрипичный смычок. В 1917 году мост обвалился под тяжестью снега.

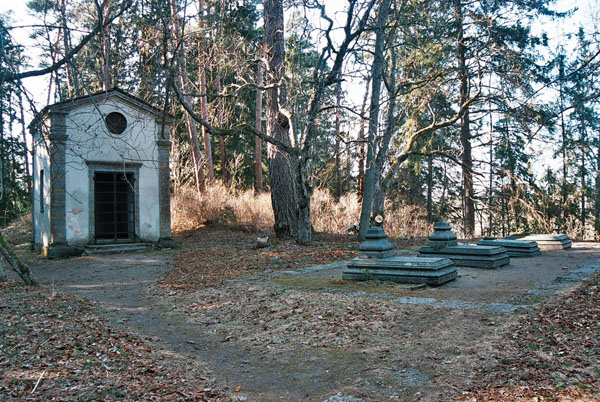
Фамильное кладбище Бенкендорфов и Волконских

23 сентября 1844 года Александр Бенкендорф умер и был похоронен на фамильном кладбище в мызном парке. Имение перешло его дочери Марии, жене Григория Волконского. Мария открыла в Кейла-Йоа школу для детей работников имения. Школа располагалась в здании трактира. Мария Волконская скончалась в 1881 году и также была захоронена на фамильном кладбище в Кейла-Йоа. Следующим владельцем мызы стал сын Марии и Григория Пётр. 19 августа 1896 Пётр умер, и мыза перешла во владение его сына Григория, который стал последним дворянином, владевшим ею.
В ходе февральской революции 1917 года усадьба была разорена. Во время Первой Эстонской республики мыза была отчуждена в пользу государства согласно земельному закону. Территория мызы стала собственностью министерства иностранных дел.

## Новейшая история

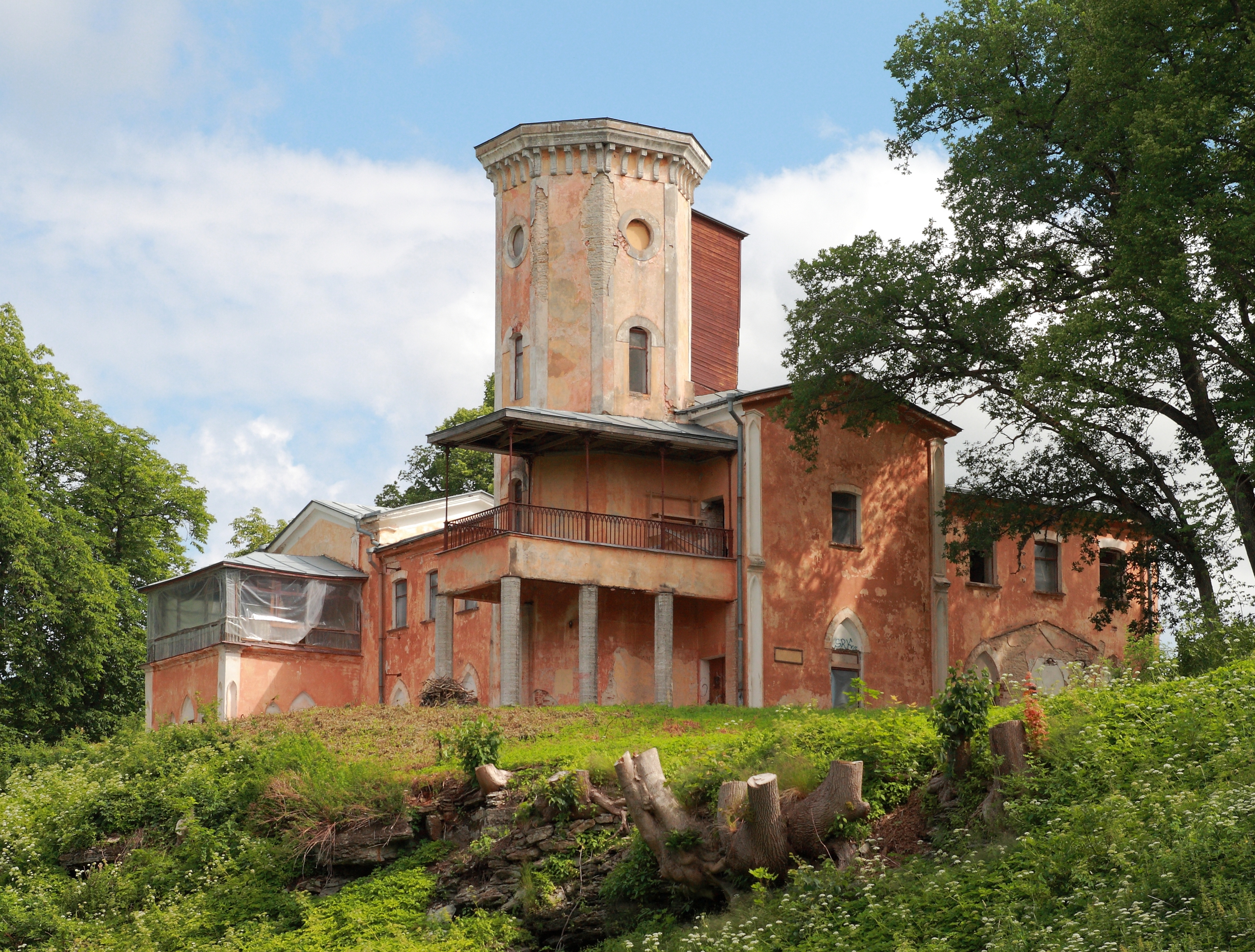
Главное здание мызы в июле 2011 года

В период оккупации Эстонии нацистской Германией во время Второй мировой войны, с марта 1942 по сентябрь 1944 года в здании мызы находилась разведшкола Абвера «Лагерь № 2». В ходе войны замок и парк сильно пострадали.
В советское время в зданиях усадьбы до начала 1990-х годов располагалась воинская часть.
С 1991 года замок находился в запустении и к 2005 году был почти полностью разрушен. В 2010 году усадьбу выкупили эстонский бизнесмен Андрей Дворянинов и Александр Гидулянов из Санкт-Петербурга. Были осуществлены большие работы по восстановлению мызного комплекса. В ходе реставрации использовались чертежи Штакеншнейдера и сохранившиеся рисунки внутренних помещений. С 2014 года в отреставрированном замке открыты музей и выставочный зал . В нём также есть возможность для проведения различных мероприятий. Исторические залы замка и прилегающие помещения можно переделать в соответствии с характером мероприятия и оснастить необходимой техникой, например, Каминный зал замка можно превратить в банкетный зал, а Колонный зал — в зал для семинаров или концертный зал. В августе 2016 года закончились реставрационные работы на втором этаже замка, в результате чего были готовы первые номера-люкс гостиницы «Schloss Fall».

## Мызный комплекс
19 объектов мызного комплекса Кейла-Йоа внесены в Регистр памятников культуры Эстонии как памятники архитектуры, среди них:

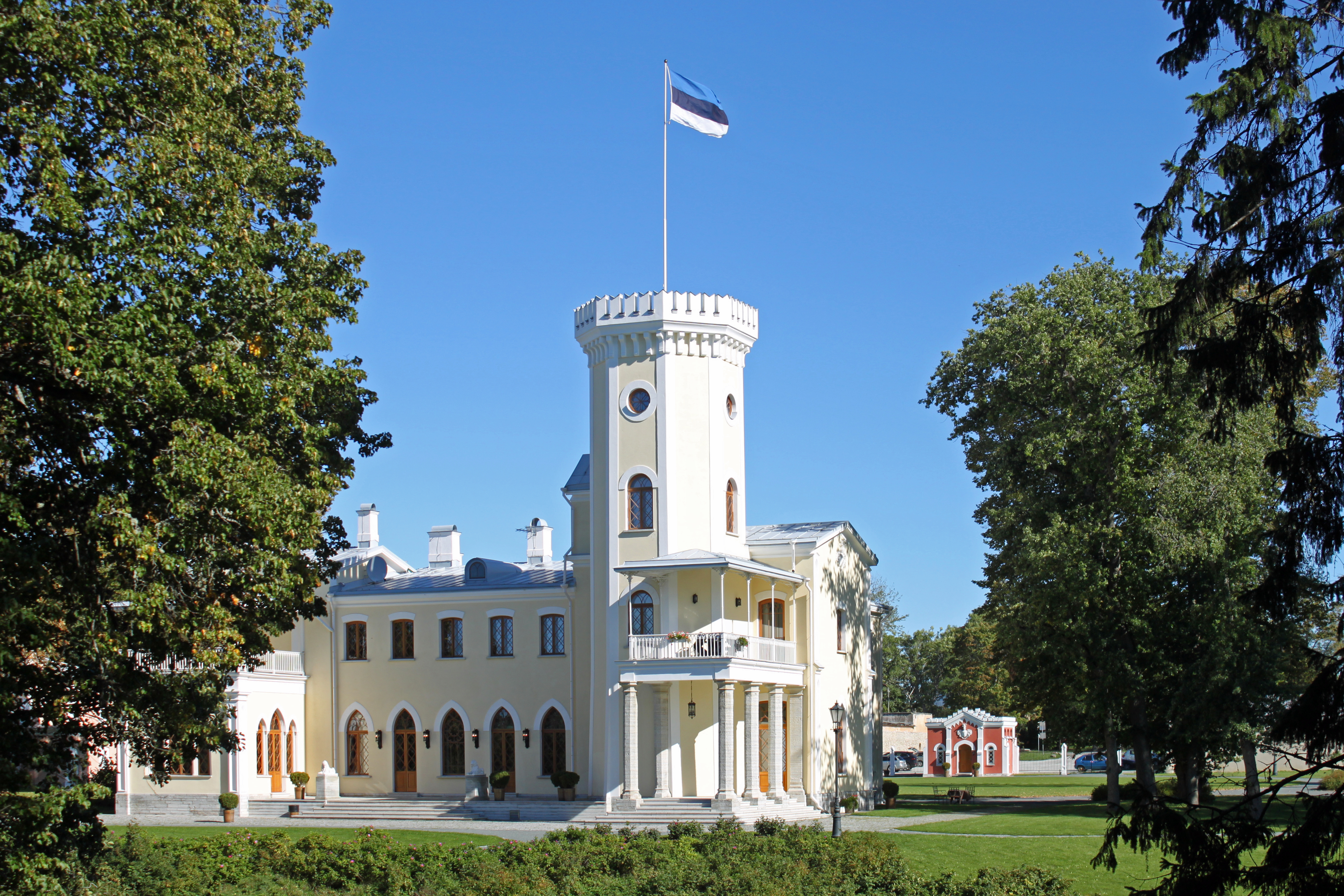
Главное здание мызы в 2018 году

- главное здание мызы (господский особняк)[25]
- дом для работников[26]
- кухня[27]
- водяная мельница[28]
- подвесной мост[29]
- кладбище мызы[30]
- парк мызы[31]
- кузница[32]

и другие.

### Главное здание
Главное здание мызы было построено на правом берегу реки Кейла рядом с водопадом в 1831—1833 годах. Это было одно из первых зданий в стиле неоготики в Эстляндской губернии.
Двухэтажное каменное здание с плоской крышей имеет окна с узкими высокими фрамугами и возвышающуюся в заднем углу строения башню. Передий  фасад украшен боковыми ризалитами, каждый из которых имеет вход. Фронтоны ризалитов в своё время украшали гербы Бенкендорфов. Над входными дверями замка расположены ажурные чугунные крыши-балдахины. Задний фасад имеет выступы, на которых возведены открытые балконы с ажурной оградой.

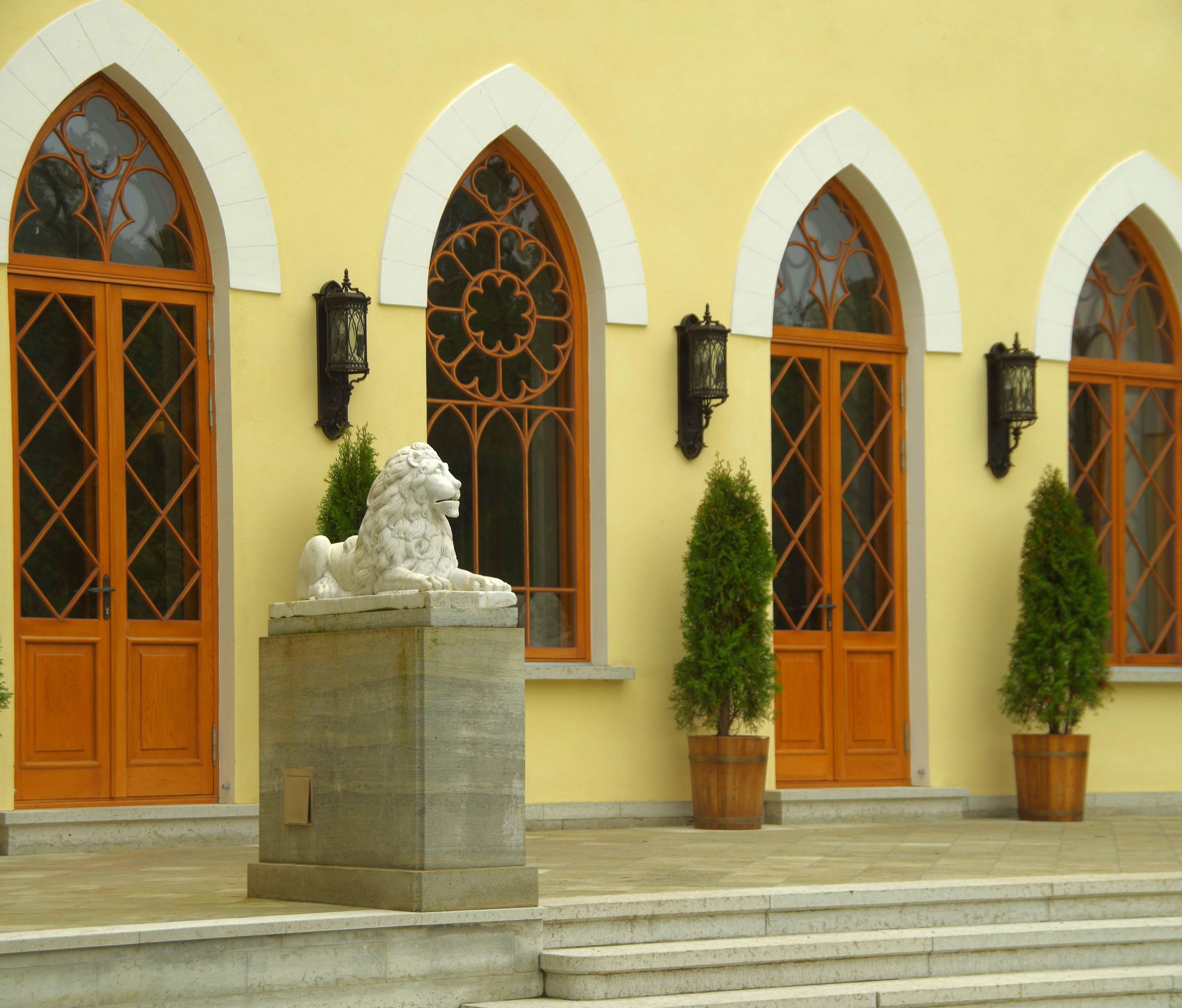
Задний вход в господский дом
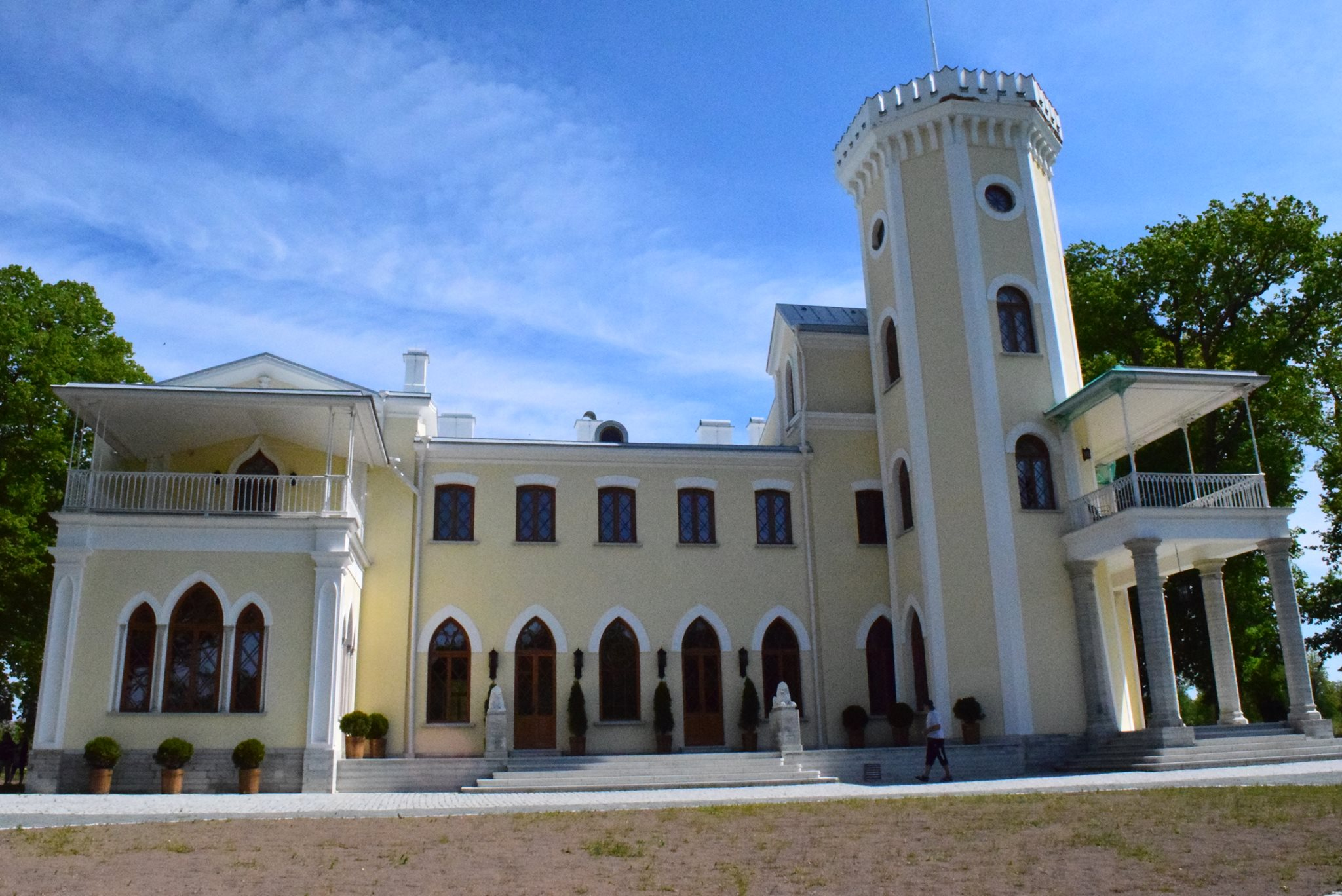
Задний фасад господского дома
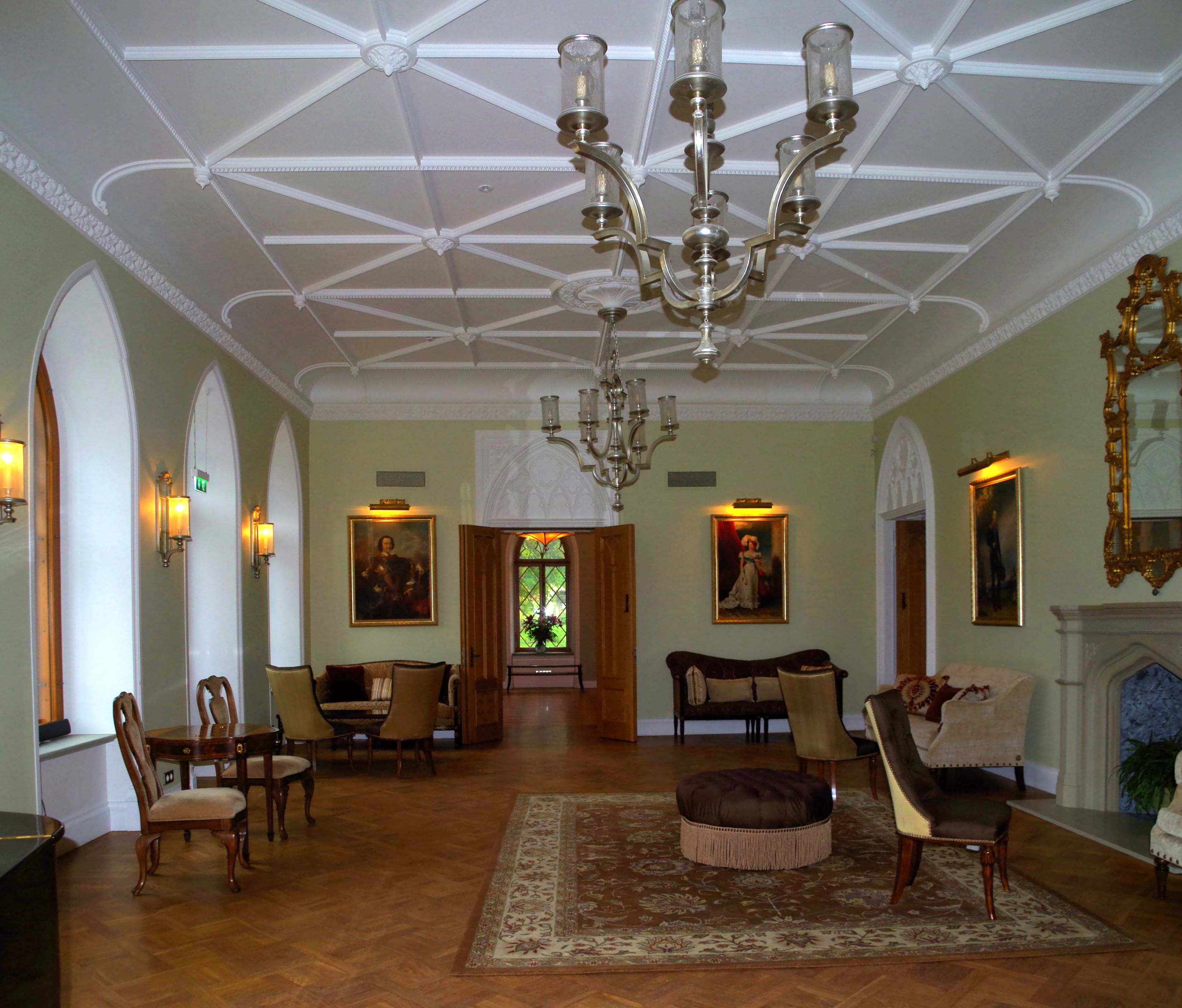
Внутренний вид господского дома
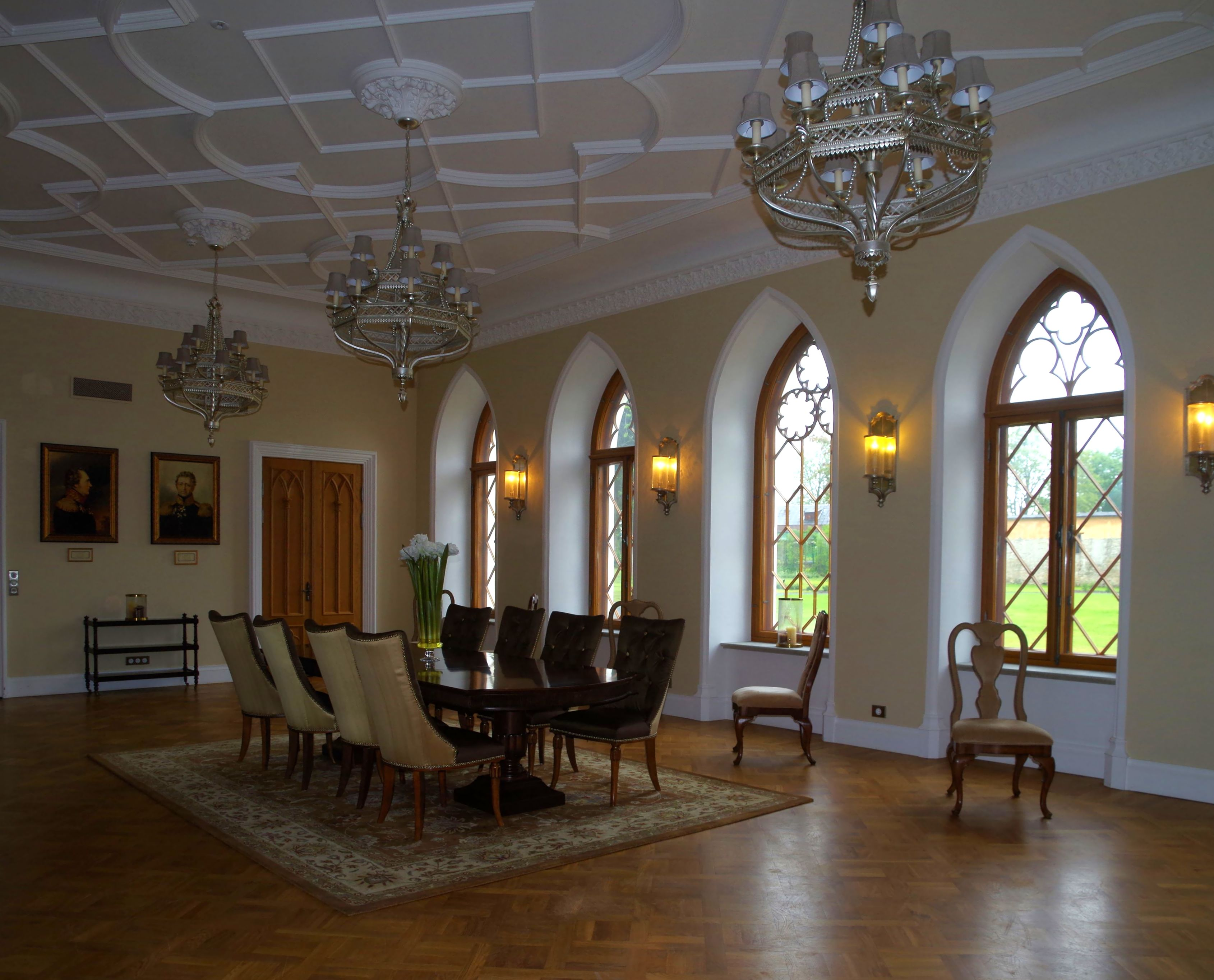
Внутренний вид
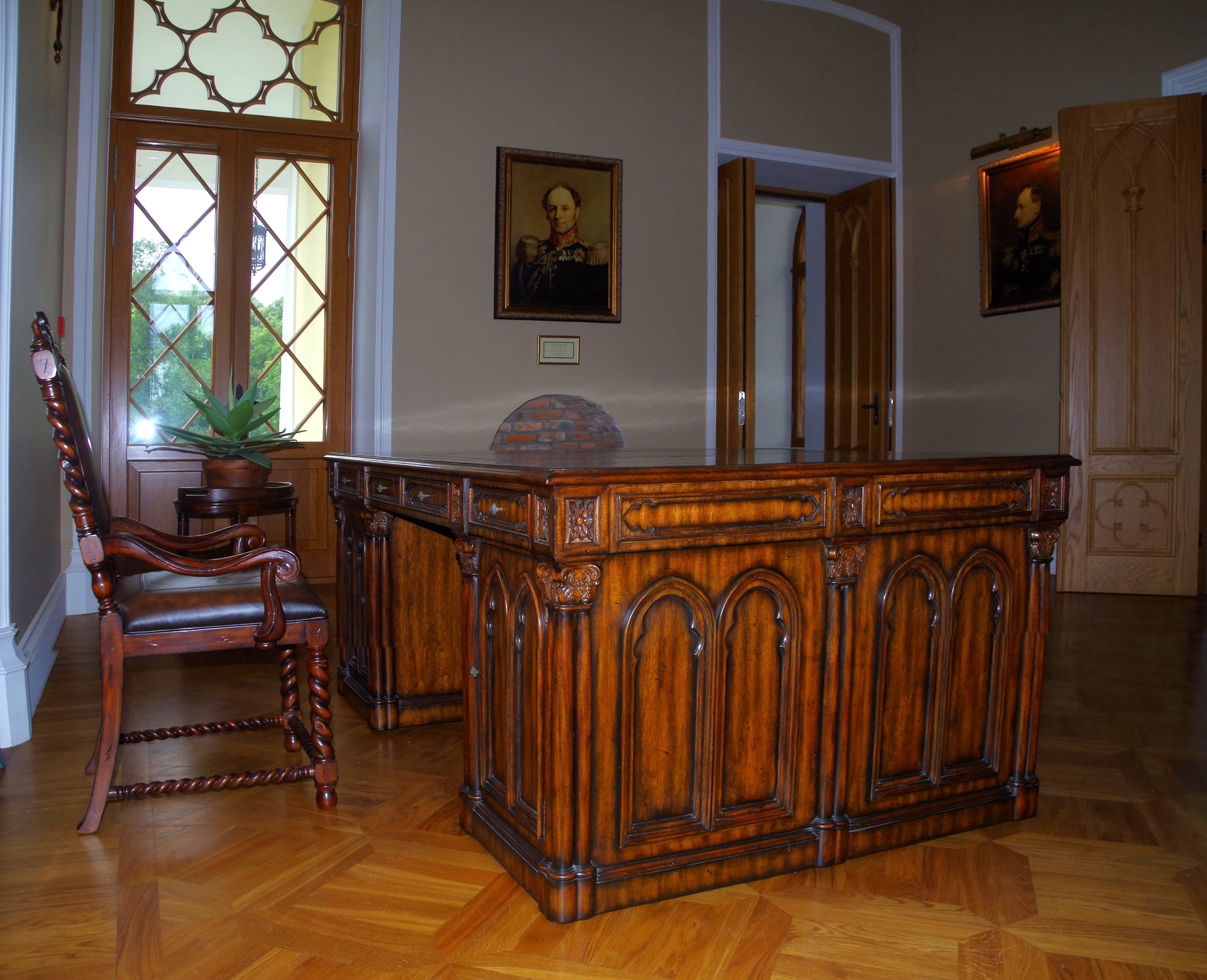
Кабинет фон Бенкендорфа
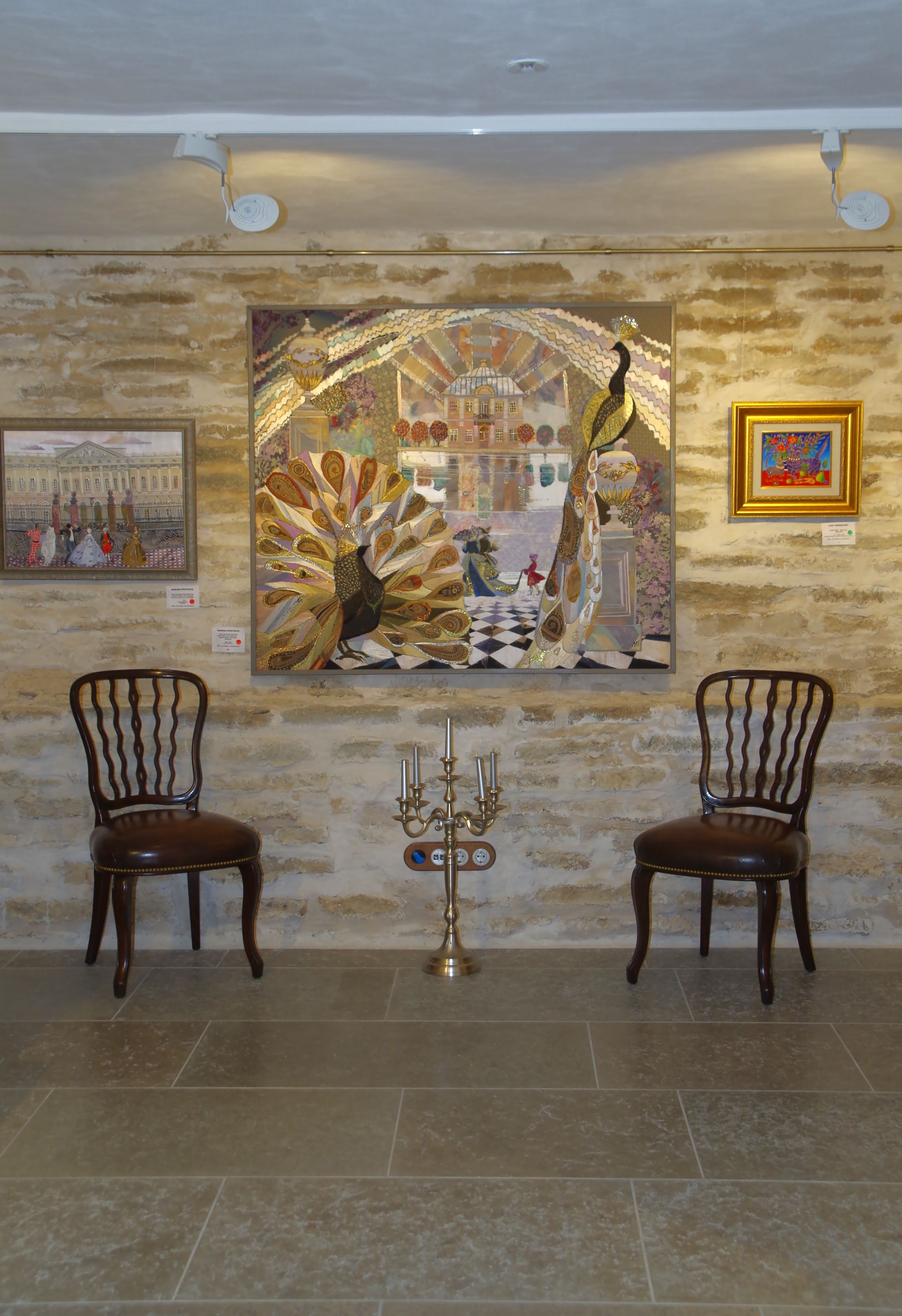
Подвал мызы

### Вспомогательные здания
Рядом с господским домом мызы был построен представительный комплекс вспомогательных зданий. К центру мызы вела 400-метровая дорога, которая начиналась от дороги Раннамыйза—Лауласмаа—Клоога. По краям дороги располагались напоминающие средневековые постройки конюшня и хлев. На дорожке между ними построили маленькое здание с воротами и чугунными столбиками (привратный домик). Перед господским домом располагался почётный круг.
Остальные вспомогательные здания находились к северу и к югу от господского дома. Наиболее примечательными из них являются кухня с башней, парник в стиле неоготики и гостевой дом. В  350-ти метрах от господского дома находилась кузница, которая напоминала маленькую средневековую крепость.

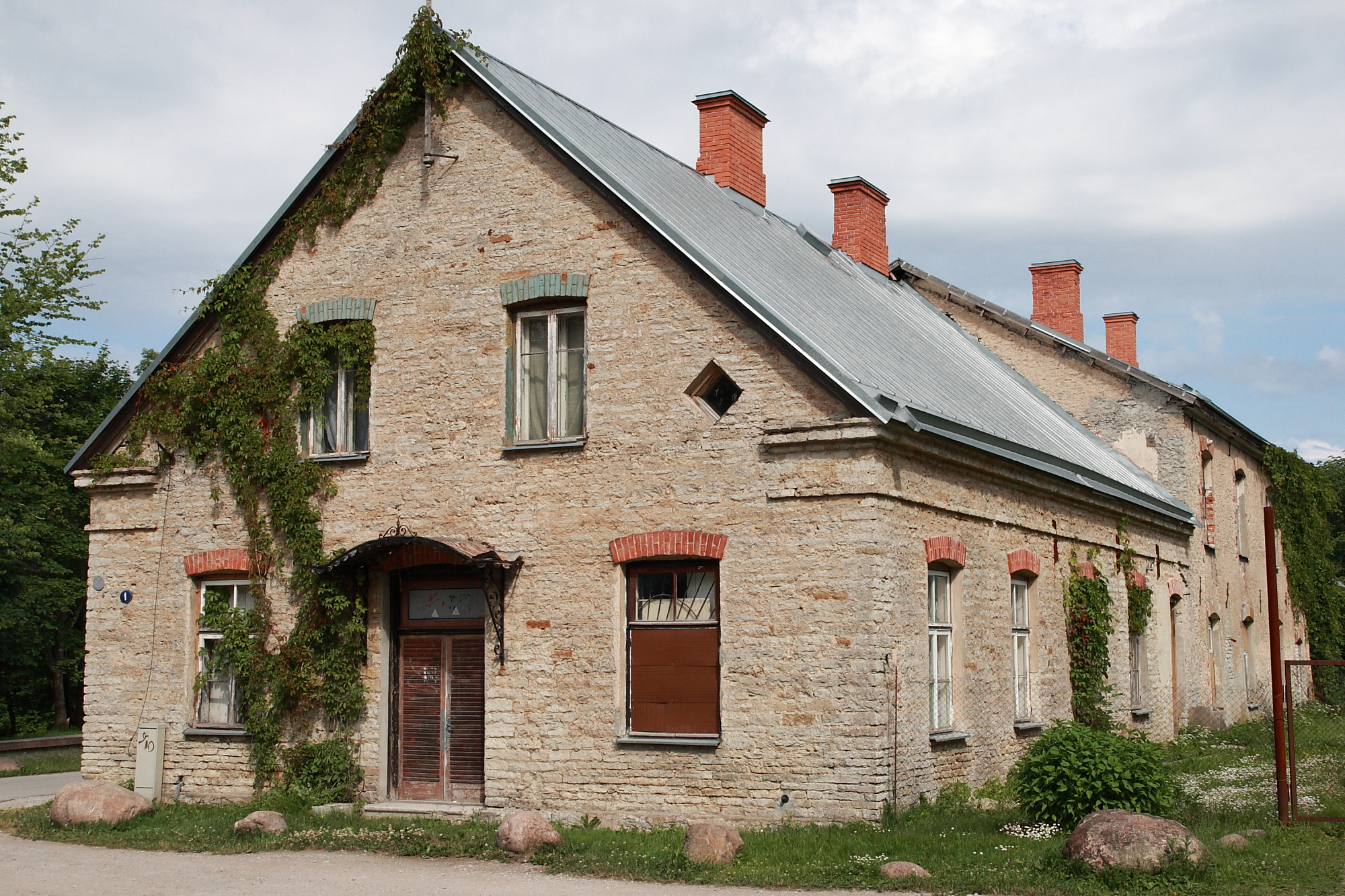
Дом для работников
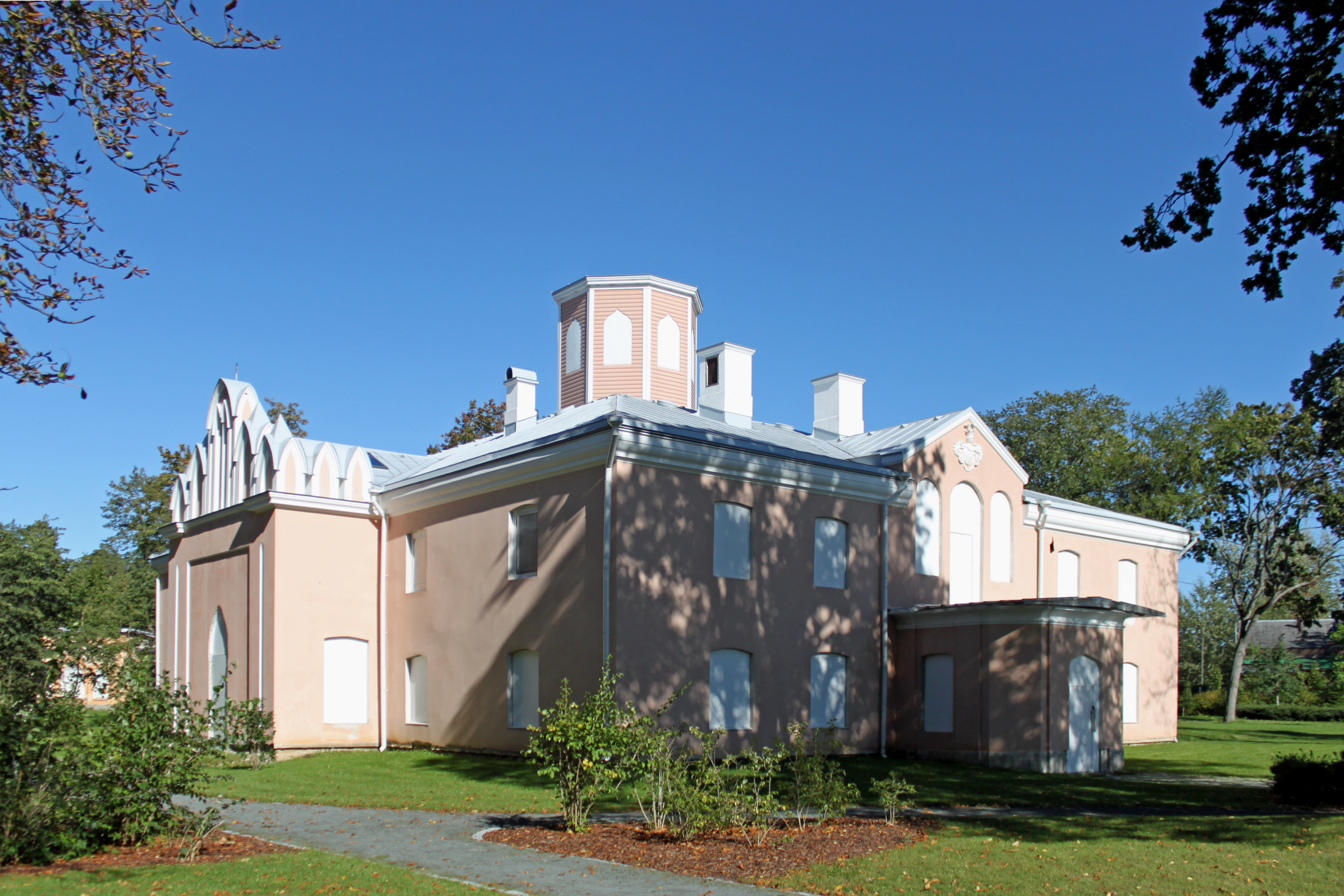
Гостевой дом и часовня
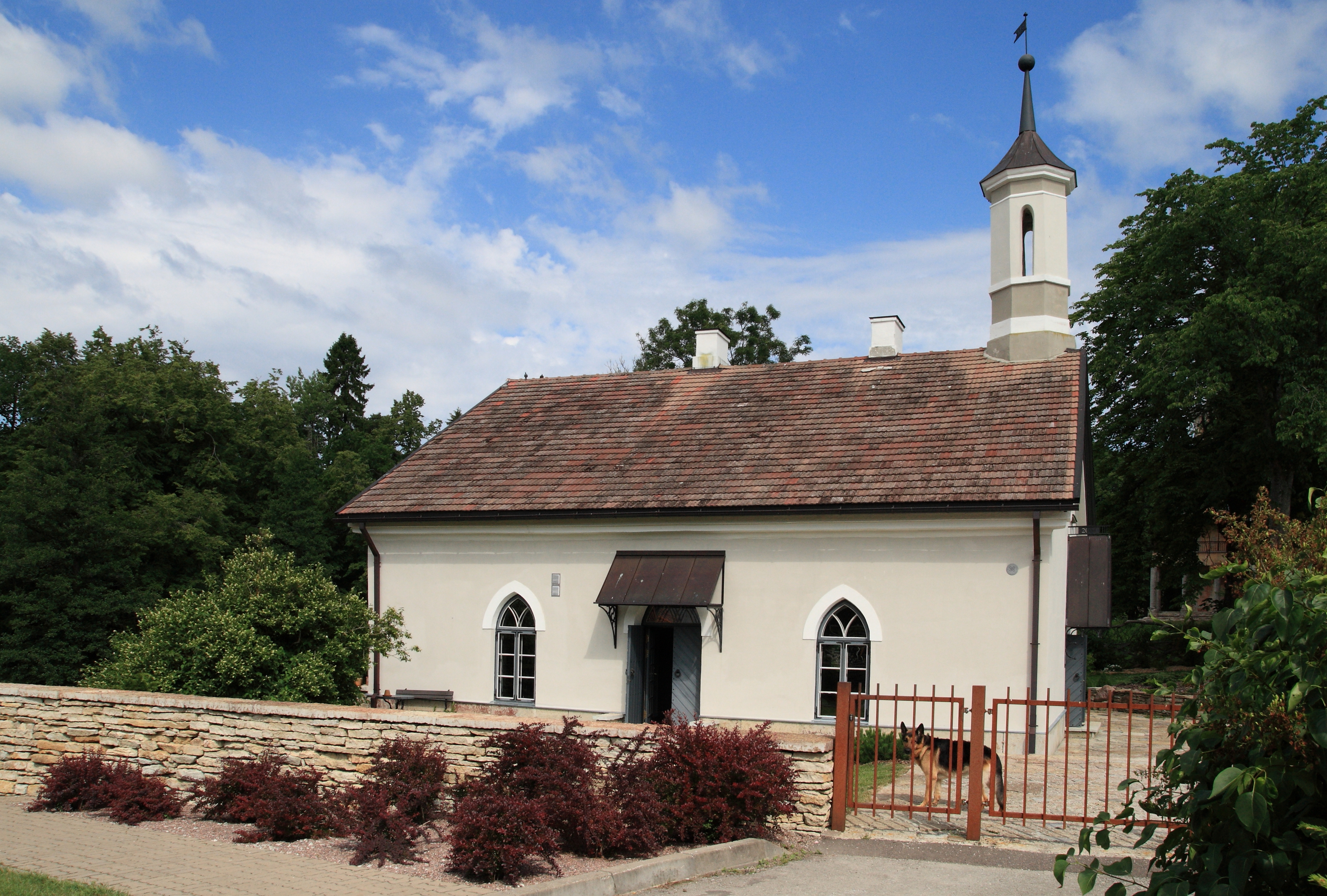
Кухня мызы
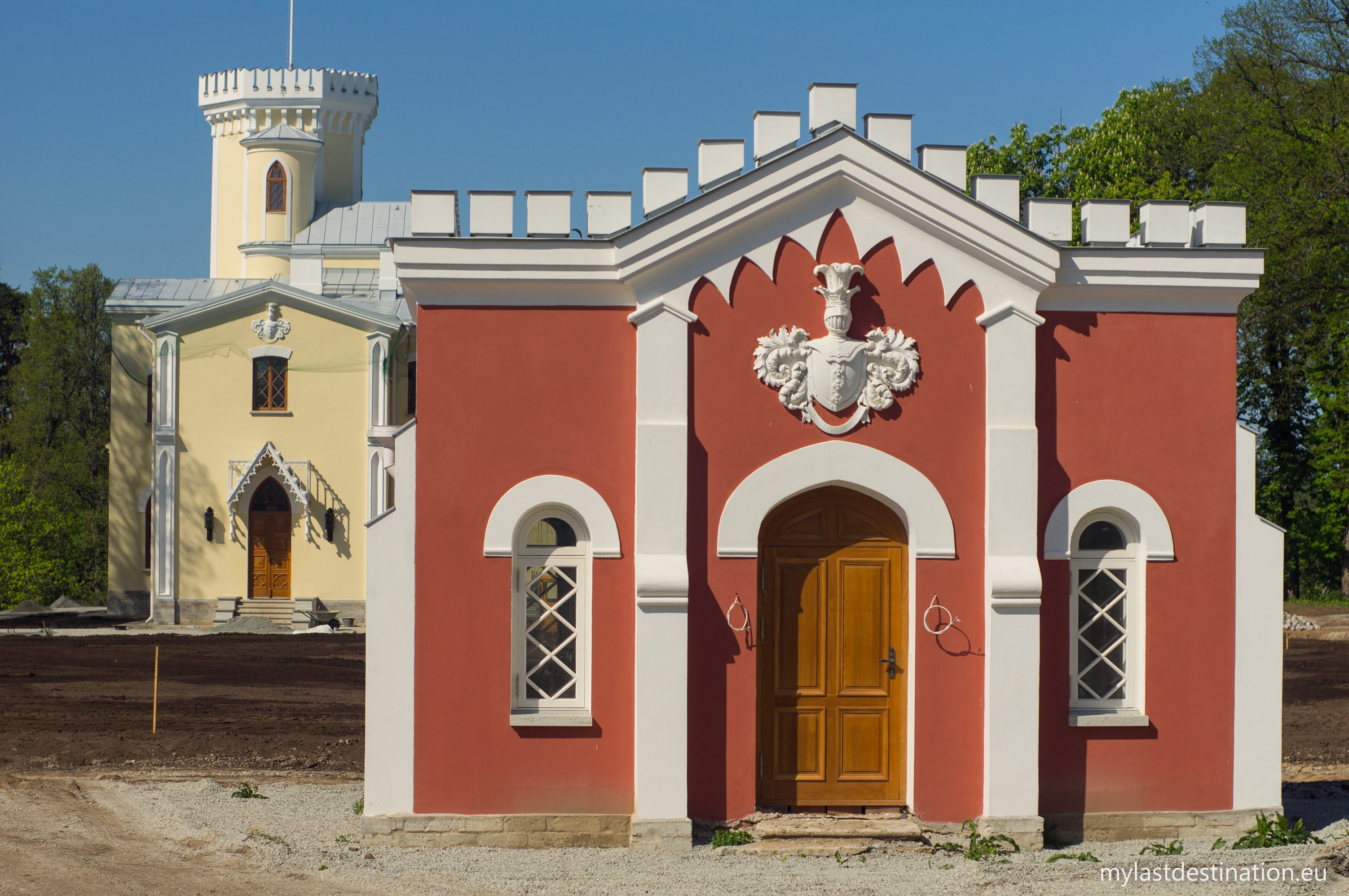
Привратный домик
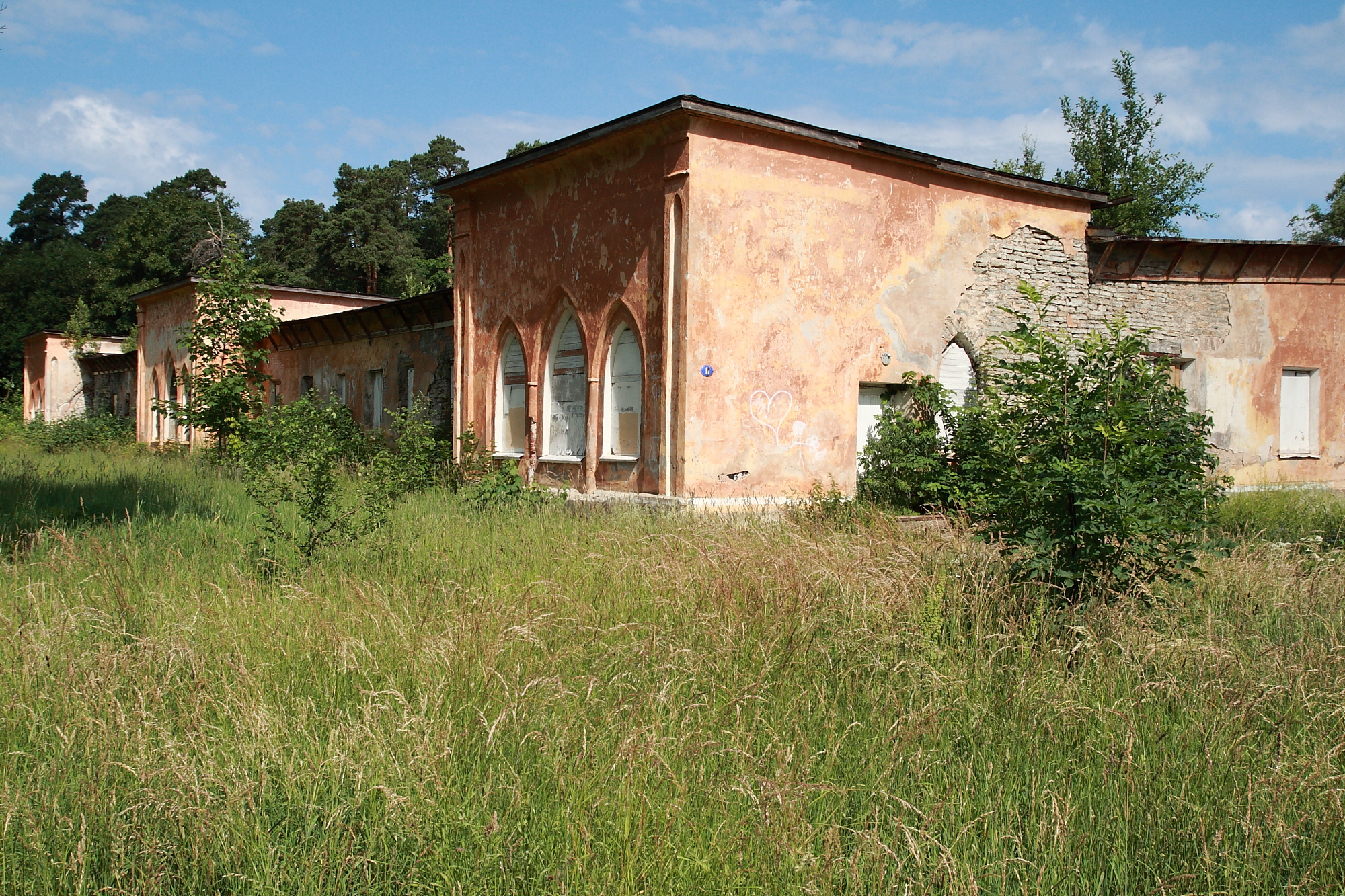
Парник
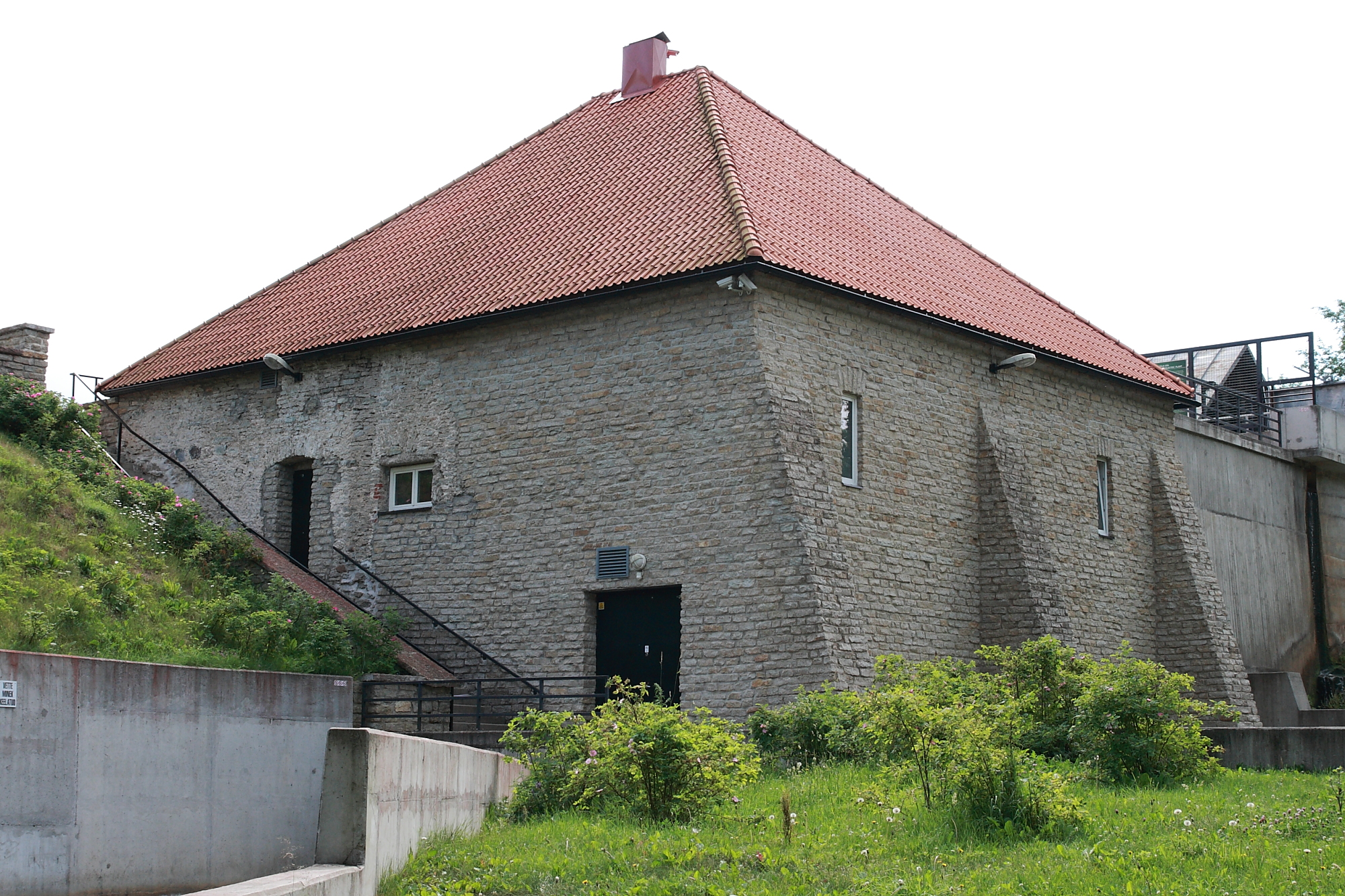
Водяная мельница
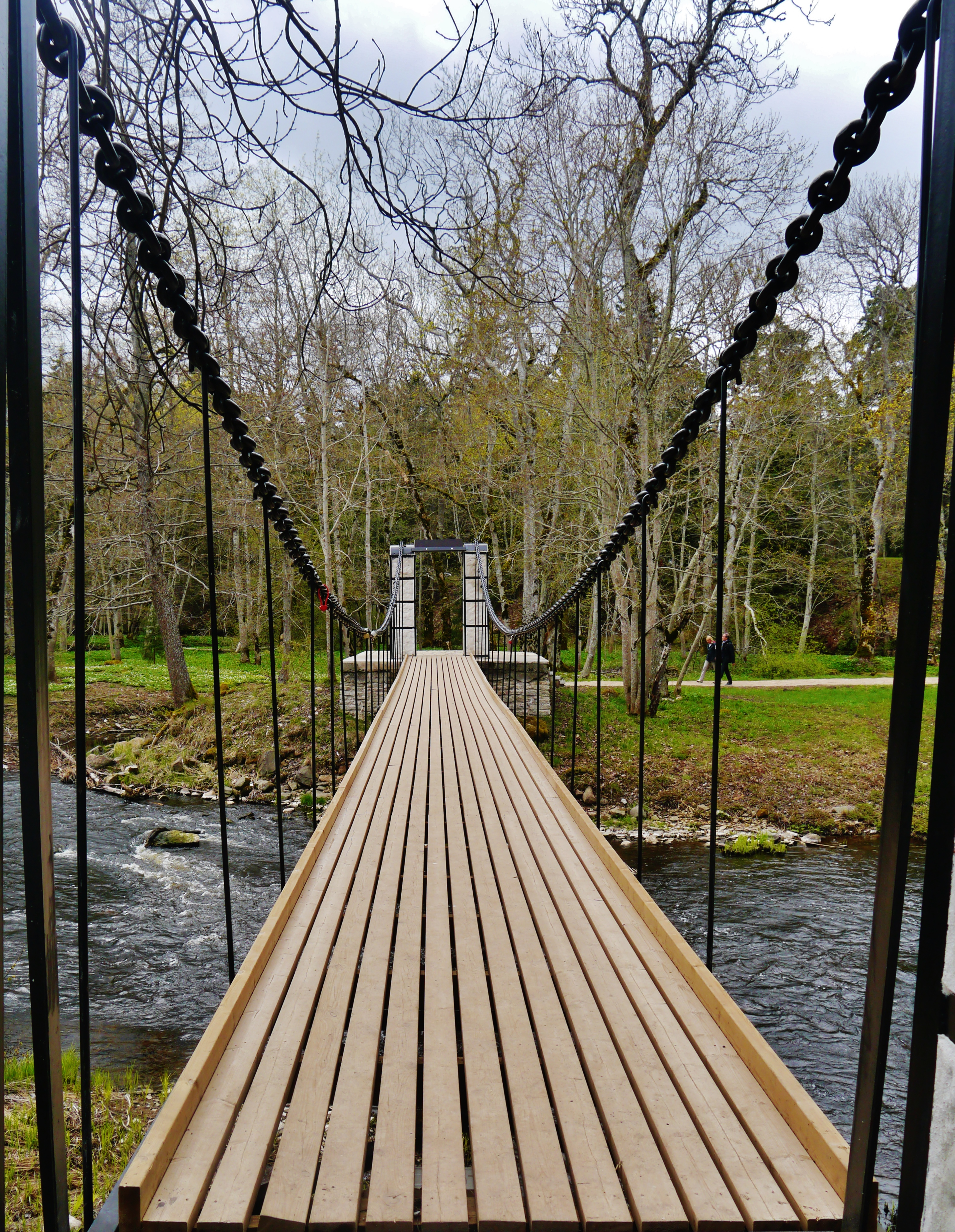
Подвесной мост
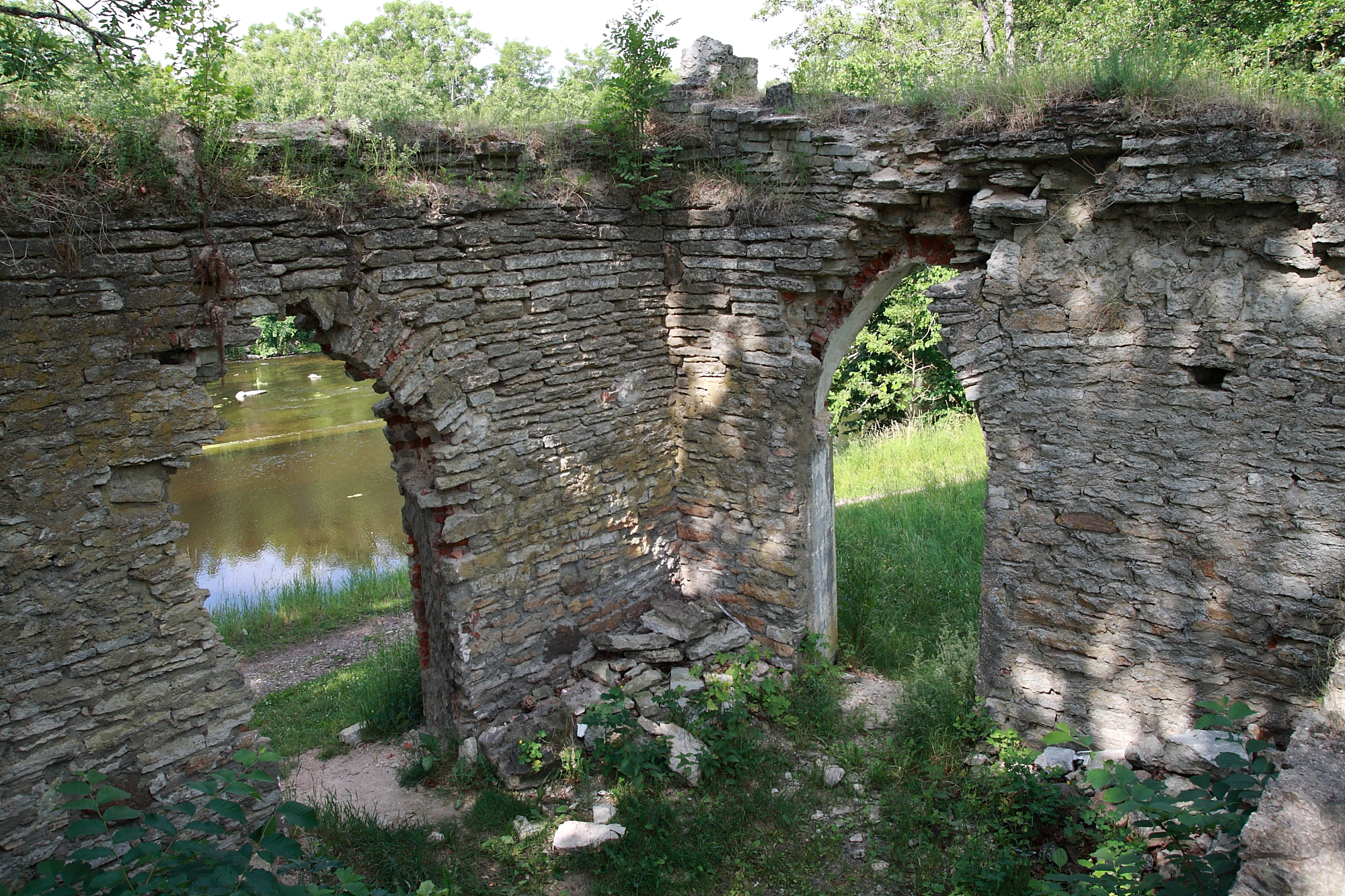
Развалины кузницы